# Медина, Лина
Ли́на Ване́сса Меди́на Ва́скес (исп. Lina Vanessa Medina Vásquez, 9 сентября, 23 сентября или 27 сентября 1933 года, Пауранга, Тикрапо или Антаканча, Уанкавелика, Перу) — самая молодая мать в медицинской истории, родившая в возрасте 5 лет и 7 месяцев.

## Биография
Сведения о дате и месте рождения Лины Медины противоречивы. Различные источники по-разному указывают место её рождения: Антаканча, Пауранга или Тикрапо (все эти населённые пункты расположены в Перу, в регионе Уанкавелика). Дата рождения приводится как 9, 23 или 27 сентября 1933 года.
Отец — Тибурсио Медина (исп. Tiburcio Medina). Мать — Виктория Лоса (исп. Victoria Loza).

### Ранняя беременность
В апреле 1939 года родители привели Лину в больницу в Писко из-за увеличения живота в возрасте пяти лет. Первоначально предполагалась опухоль, но вскоре врачи обнаружили, что девочка была на седьмом месяце беременности. Доктор Херардо Лосада (исп. Gerardo Lozada) отвёз её в Лиму на дополнительное обследование, чтобы подтвердить беременность. СМИ проявили значительный интерес к необычному случаю. В частности, 18 апреля 1939 года перуанская газета La Crónica сообщила, что некая североамериканская кинокомпания уполномочила своего представителя «предложить 5000 долларов в пользу несовершеннолетней» в обмен на право съёмок, но предложение было отклонено.
Через полтора месяца после поступления в больницу, 14 мая 1939 года, Лине было сделано кесарево сечение, так как самостоятельные роды были признаны невозможными из-за недостаточно развившегося таза. Операцию выполнили доктора Лосада и Бусальеу (исп. Busalleu), анестезию проводил доктор Коларета (исп. Colaretta). Когда врачи выполняли кесарево сечение, они обнаружили вполне зрелые половые органы из-за преждевременного полового созревания.
Сын Лины при рождении весил 2,7 кг и получил имя Херардо Алехандро Медина (исп. Gerardo Alejandro Medina, первое имя в честь доктора Лосады).
Перуанский исследователь медицины Эдмундо Эскомель (исп. Edmundo Escomel) 13 мая, 31 мая и 19 декабря 1939 года опубликовал в La Presse médicale три статьи о беременности Лины Медины. Первая статья была сообщением о беременности пятилетней девочки, имевшей регулярные менструации с 3 лет. Во второй статье сообщалось о рождении ребёнка и уточнялось, что менархе у Лины произошло в 8 месяцев. К четырём годам у неё были хорошо развиты молочные железы, а в 5 лет отмечалось преждевременное созревание костей и расширение таза. В третьей статье Эскомель прокомментировал биопсию одного из яичников Лины, которые были развиты как у зрелой женщины, и высказал предположение, что первопричиной преждевременного созревания явилось расстройство гормональной функции гипофиза.
По мнению доктора медицины Курта Винера (англ. Kurt Wiener), Лина страдала редким генетическим заболеванием, названным по именам впервые описавших его врачей синдромом Мак-Кьюна — Олбрайта. Доктор Лосада в переписке с Фуллером Олбрайтом подтвердил, что у Лины имелись симптомы этого заболевания помимо раннего полового созревания: характерные изменения костей и коричневая пигментация больших участков кожи.
Как забеременела Лина Медина, установлено не было. Эдмундо Эскомель отметил, что девочка не может дать чётких ответов на вопросы об обстоятельствах зачатия. Её отца и старшего брата, 18-летнего Амадора (исп. Amador), арестовали по подозрению в инцесте, но обоих оправдали ввиду отсутствия улик.

### Дальнейшая жизнь
Семья Медины получила несколько коммерческих предложений, требовавших участия Лины в выставках или научных исследованиях. Однако правительство Перу запретило принимать их, заявив, что возьмёт на себя заботу о юной матери и ребёнке. Правительственная поддержка прекратилась в августе 1941 года, что вынудило семью вернуться из Лимы в Антаканчу. Родители Лины растили Херардо как собственного сына, он рос здоровым и в детстве считал Лину своей сестрой. Он узнал, что Лина его мать, в десятилетнем возрасте.
Доктор Лосада продолжал присматривать за Линой, и в начале 1952 года она смогла переехать в Лиму, где обучилась стенографии и машинописи. Затем она работала в клинике Лосады, а её сын жил в семье доктора, пока тот не умер в 1960 году.
В 1966 году бизнес семьи Лосада закрылся, и Лина устроилась работать на аккумуляторный завод. Там она познакомилась с Раулем Хурадо (исп. Raul Jurado), за которого вышла замуж. В возрасте 38 лет Лина второй раз забеременела, и в апреле 1972 года путём кесарева сечения родился её второй сын, которого в честь отца назвали Раулем.
Херардо Медина в юности мечтал стать врачом, как его покровитель доктор Лосада, но после смерти последнего не смог продолжить образование. Некоторое время он работал курьером в криминальном районе Ла-Парада (исп. La Parada) и злоупотреблял алкоголем, затем стал торговцем книгами и добился некоторого успеха. В 1975 году он женился, усыновив детей супруги. Он умер в 1979 году в возрасте сорока лет от миелофиброза.
В 1995 году дом семьи Хурадо снесли при строительстве новой улицы. Впоследствии семья жила в одном из бедных районов Лимы, известном как «Маленький Чикаго» (исп. Chicago Chico). Лина отказывалась давать интервью журналистам, несмотря на предложения крупных вознаграждений. Её биография описана гинекологом Хосе Сандовалем (исп. José Sandoval Paredes), издавшим книгу под названием «Madre a los cinco años» («Мать в пять лет»). Рауль-младший эмигрировал в Мексику, его отец умер в 2009 году. С 2012 года Лина получала пенсию, эквивалентную 35 евро. В возрасте 84 лет (в конце 2017 или начале 2018 года) она переехала в Писко к своим племянницам.

## Схожие случаи
21 апреля 1931 года в акушерско-гинекологическую клинику Харькова поступила Л. П., 4 октября 1924 года рождения, у которой диагностировали беременность на 7-м месяце. Позже суд установил, что отцом ребёнка был 69-летний дед Л. П. по матери. Врачи отмечали опережающее возраст физическое развитие пациентки, соответствующее по различным факторам 10—15 годам, по общей оценке 11—12 годам. Признаки полового созревания и менструации у неё появились к концу 4-го года жизни. Беременность протекала нормально. Медицинский консилиум счёл естественные роды возможными, кесарево сечение было решено применить только в случае осложнений. Роды состоялись с 10 на 11 июля 1931 года. Плод — доношенная девочка — умер при родах из-за предлежания петли пуповины, после чего был извлечён под общим наркозом. Вскрытие плода показало существенное недоразвитие щитовидной железы и тимуса, других патологий не обнаружено. Л. П. выжила, на тот момент ей было 6 лет и 9 месяцев. Послеродовой период прошёл без осложнений, регулярные менструации восстановились. Дальнейшая судьба неизвестна.